# Dodge Daytona (G-body)
La Dodge Daytona est une automobile produite par la société Chrysler sous la division Dodge de 1984 à 1993. Il s'agit d'une voiture à hayon à traction avant basée sur la plate-forme Chrysler G , dérivée de la plate-forme Chrysler K.  La Chrysler Laser était une version haut de gamme et rebadgée de la Daytona. La Daytona a été restylée pour 1987 et à nouveau pour 1992. Elle remplaçait la Challenger basée sur la Mitsubishi Galant et se situait entre la Charger et la Conquest. La Daytona a été remplacée par la Dodge Avenger de 1995. La Daytona tire son nom principalement de la Dodge Charger Daytona , qui elle-même tire son nom de la course Daytona 500 à Daytona Beach, en Floride.

## Histoire
La Daytona utilisait à l’origine le moteur 2.2 L à aspiration naturelle (93 ch) ou turbocompressé (142 ch). En 1985, la puissance du moteur Turbo I de 2,2 L à aspiration naturelle a été portée à 93 ch (69 kW) et 142 ch (106 kW) pour le moteur turbocompressé. Le moteur K 2.5 L de 100 ch (75 kW) a été ajouté pour 1986. En 1985, la puissance du moteur Turbo I de 2,2 litres a été augmentée à 146 kp (109 kW). La Daytona 1984 était disponible en trois lignes de finition: standard, Turbo et Turbo Z. La production totale était de 49 347 exemplaires. La Daytona Turbo figurait sur la liste des 10 meilleures réalisations du magazine Car and Driver pour 1984. Les modèles Daytona et Chrysler Laser étaient tous deux disponibles avec le système d’alerte électronique Chrysler jusqu’en 1987. Une version "Shelby" de la Daytona axée sur la performance a été introduite en 1987.

### Chrysler Laser

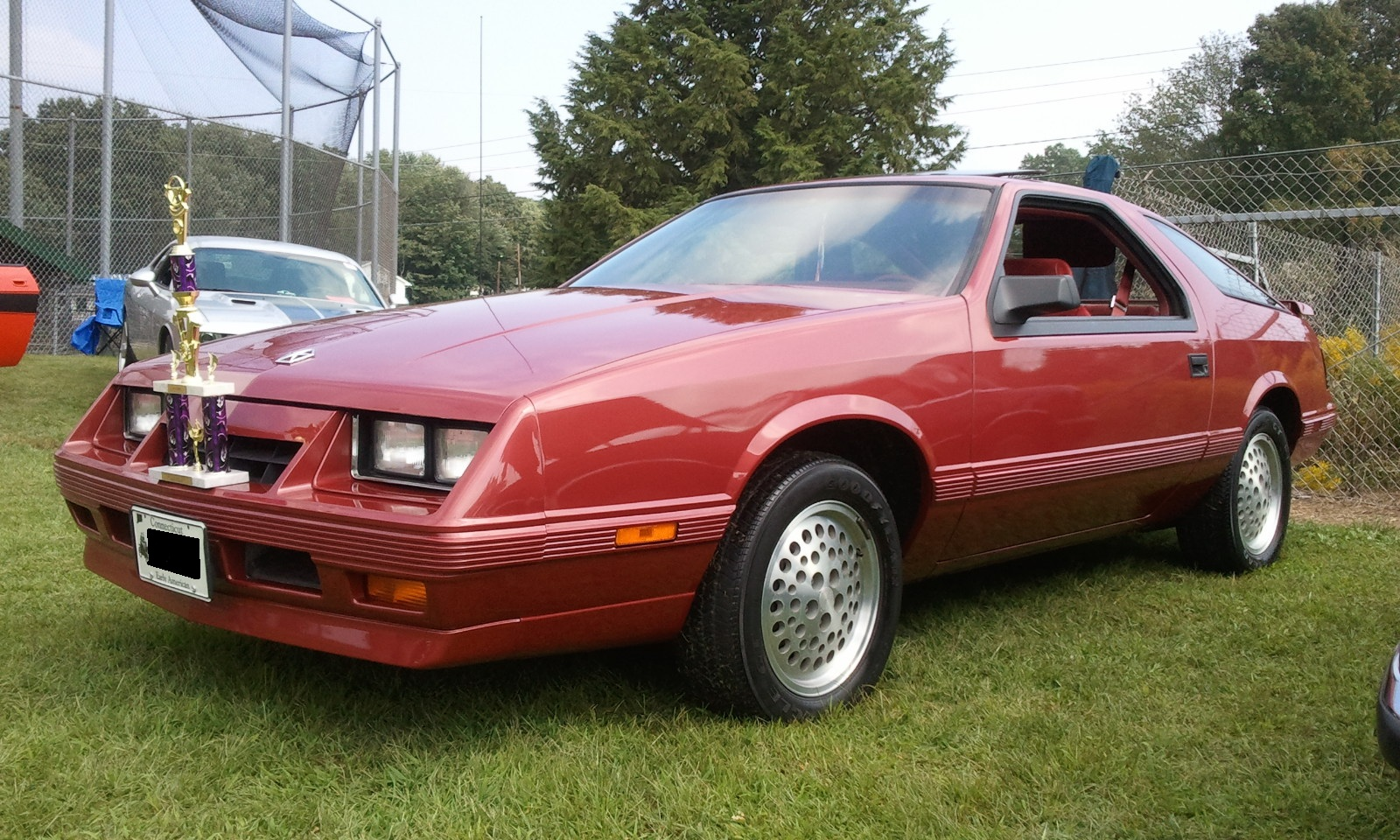
1985 Chrysler Laser XE.

La Chrysler Laser a été présentée comme la première voiture de sport de la marque Chrysler. La Laser était un clone de la Dodge Daytona, mais elle n’était disponible qu’en version haut de gamme. Elle a été produite de 1984 à 1986. La Laser a mis l’accent sur le luxe européen et était censé être un "coupé de luxe personnel". La laser était élégante, basse, et aérodynamique, avec un coefficient de traînée de .35. La voiture avait un grand hayon arrière, avec un becquet arrière. La Laser de 1984 était disponible en deux lignes de finition: standard et XE. Au milieu de 1985, la version XT a été ajoutée à la version haut de gamme. Les lignes standard, XE et XT étaient maintenues jusqu’à la disparition de la Laser au milieu de 1986. Après 1986, la Daytona a été exportée au Canada sous le nom de Chrysler Daytona, mettant officiellement fin aux ventes canadiennes de Daytona sous la marque Dodge. La version turbo de la Laser pouvait être reconnue par l'utilisation de persiennes noires. Le moteur Turbo I de 2,2 L était disponible en équipement standard sur les lignes de finition XE et XT et en option sur le modèle standard. La Laser a été remplacée par la Chrysler Conquest, un véhicule à propulsion arrière qui concourait directement avec la Toyota Celica Supra. Le nom Laser a été supprimé silencieusement après le premier semestre de l'année modèle 1986, puis a été ressuscité pour l'année modèle 1990 en tant que Plymouth Laser, construite par Diamond Star Motors , une entreprise commune entre Chrysler et Mitsubishi. La Laser renommée a partagé sa carrosserie et son châssis avec les modèles Eagle Talon et Mitsubishi Eclipse .
En 1987, le coupé Chrysler LeBaron a été transformé en une voiture de sport plus appropriée, supprimant le besoin de Chrysler pour la Laser. Cependant, l'image de la performance de luxe da la Laser serait reportée dans la Dodge Daytona Pacifica de 1987, ainsi que dans la Lancer Pacifica et d'autres véhicules Dodge conçus par Pacifica Studios de Chrysler.
La Laser a été spécifié pour avoir une consommation de carburant estimée 11 litres au 100 km en ville et 6.7 litres au 100 km sur route. Chrysler offrait une garantie de cinq ans ou 50 000 miles (80 000 km), ou un plan de protection avec protection contre la rouille de la carrosserie, basé sur les tests de l'United States Automobile Club. Les sièges en cuir Mark Cross et une option d'alimentation à six directions étaient disponibles en option.
Les principales caractéristiques de la Chrysler Laser XE sont les suivantes :
- Un tableau de bord avec affichage numérique pour l'indicateur de vitesse, tachymètre, odomètre, température, pression d'huile, tension et carburant.
- Un système de surveillance électronique situé près du haut de la console centrale. Ce système de surveillance vérifiait 22 fonctions distinctes sur la voiture, telles qu'une porte ouverte, une consommation d'essence réduite ou un feu arrière éteint, et donnerait une lecture numérique de la situation ainsi qu'un message audio produit par une voix synthétisée.
- Un navigateur électronique, qui donnerait des informations sur la consommation de carburant, les kilomètres parcourus, la distance jusqu'à la destination et le temps de conduite écoulé.

### Numéros de production
- 1984 - 59 858 (Laser: 33 976 / Laser XE: 25 882)
- 1985 - 50 866 (Laser: 29 221 / Laser XE: 18 193 / Laser XT: 3 452)
- 1986 - 36 672 (Laser - 14 134 / Laser XE - 15 549 / Laser XT - 6 989)

### 1984
La Daytona a fait ses débuts avec un moteur Turbo I de 142 ch. De nombreux modèles Turbo Z ont été produits et étaient plus luxueux que les autres années en raison de leur utilisation de cuir Mark Cross, des haut-parleurs lumineux et des commutateurs d'amplification arrière. Ces options ont été abandonnées après 1984.

### 1985
Les changements ont été minimes pour la deuxième année de production de la Daytona. Le modèle Turbo Z n'était plus répertorié comme une finition mais était désormais un modèle à part entière. Le becquet enveloppant, auparavant exclusif au modèle Turbo Z, était désormais proposé sur les trois modèles. Mais le plus gros changement était sous le capot: le moteur Turbo de 2.2 L a reçu quatre chevaux de plus pour 146 chevaux (109 kW), et une nouvelle tringlerie de changement de vitesse a été ajoutée. Les roues optionnelles de style «Swiss cheese» ont été remplacées par de nouvelles roues optionnelles de style «pizza». Toutes les roues avaient maintenant cinq écrous de roue (au lieu de quatre). La production totale était de 47 519.

### 1986
Il y a eu plusieurs changements pour la Daytona de 1986. Le modèle «Turbo» du milieu a été abandonné, ne laissant que deux modèles, la base et la Turbo Z. Des modifications ont également été apportées au moteur, notamment un nouveau moteur quatre cylindres de 2,5 L et 100 ch (75 kW) pour le modèle de base. Une nouvelle finition avec un toit en forme de T a été ajouté à la liste des options, et 5 984 propriétaires de Daytona ont choisi cette option[citation nécessaire]. Le plus gros ajout a été la finition de suspension C / S (Carroll Shelby), disponible uniquement en option sur la Turbo Z. Il s'agissait de barres anti-balancement avant de 32 mm (1,3 po) et arrière de 28 mm (1,1 po), de jambes de force réglées et de pneus Goodyear Eagle Gatorback 225 / 50VR15. Cette finition préfigurerait la Daytona Shelby de 1987 et au-delà. 7 704 propriétaires ont ajouté cette finition de manutention à leur Daytona[citation nécessaire]. Cette année, la production totale était de 44 366.

### 1987-1988

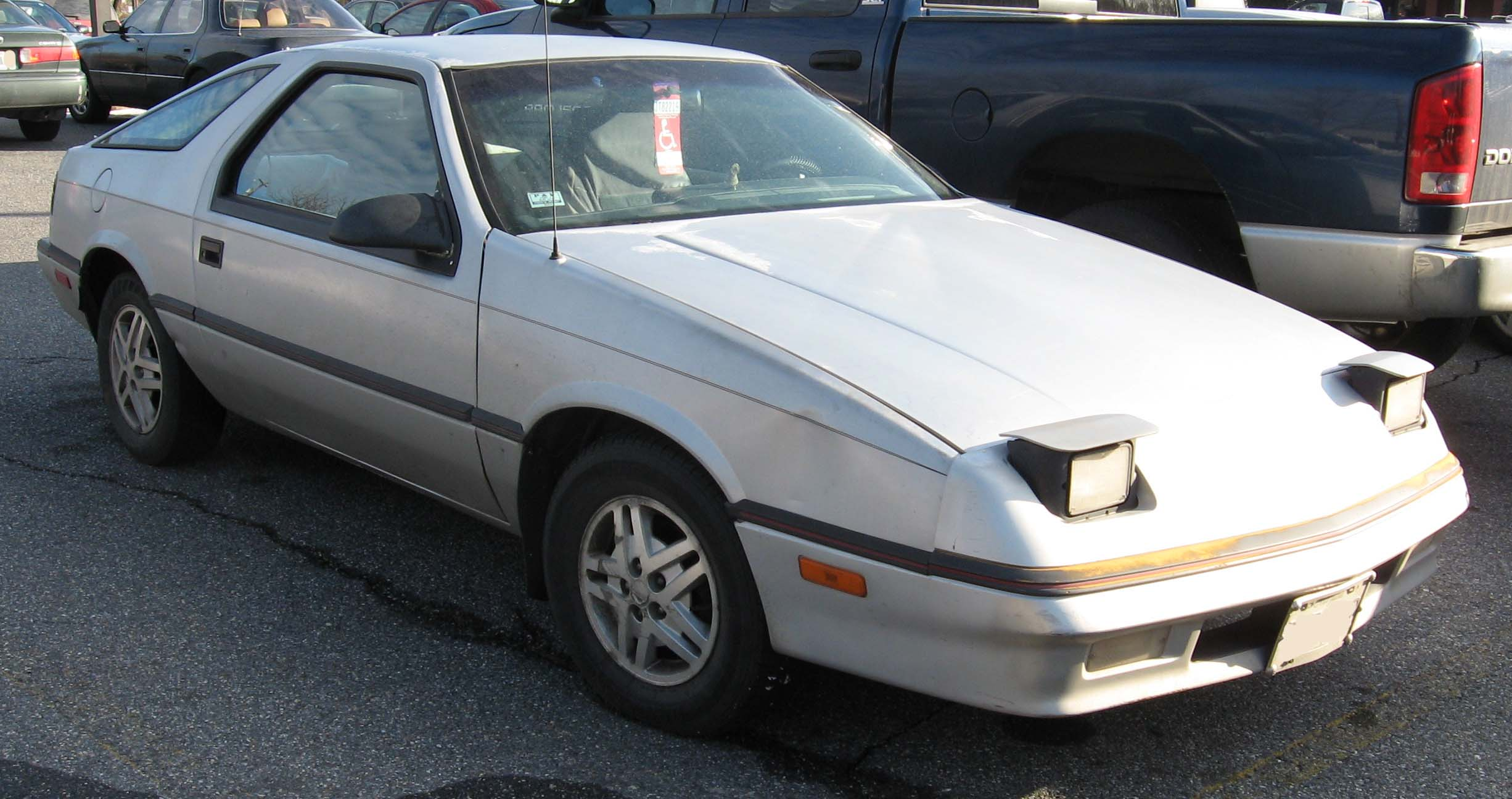
1987-1991 Dodge Daytona.

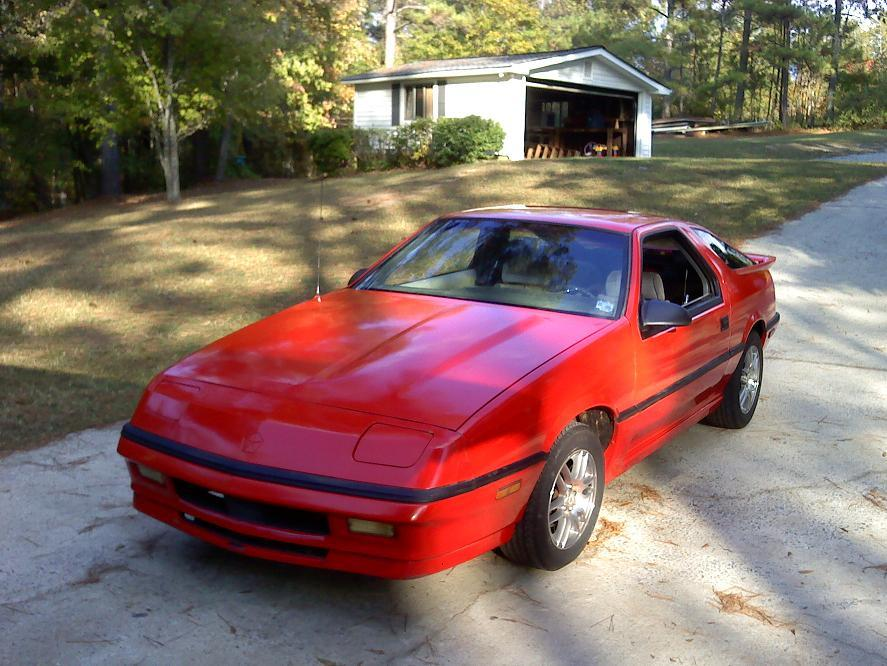
1987 Dodge Daytona Shelby Z.

Pour 1987, la Daytona a été restylée à l'extérieur et comportait des phares escamotables. La nouveauté de 1987 était un niveau de finition Shelby Z avec une version à refroidissement intermédiaire du moteur Turbo II développée par Chrysler sur base du moteur Chrysler K de 2,2 L, ainsi qu'une boîte-pont robuste A555 avec engrenages Getrag. Le moteur produisait 174 ch (130 kW) et 271 N m de couple. La Shelby Z a également présentée de nombreuses améliorations de suspension, y compris une barre stabilisatrice avant de plus grand diamètre et des freins à disque sur les quatre roues. Cette version a été vendue en Europe sous le nom de Chrysler GS Turbo II. Une ligne de finition Pacifica plus luxueuse a également été ajoutée pour remplacer la Chrysler Laser, abandonnée au milieu de l’année 1986. Parmi les équipements en option, un intérieur en cuir, un siège conducteur à huit réglages électriques (avec commandes mécaniques des cuisses et des lombaires), un combiné d'instruments numérique et un ordinateur de bord à 12 boutons (avec les cotes de carburant instantanées ainsi que les moyennes de trajet et les temps de trajet estimés). En 1988, le package C/S a été relancé. Cependant, cette fois, le C/S n'était disponible que sur le modèle de base Daytona. Afin de réduire le poids et de produire une Daytona plus légère, le C/S est vendu sans les jupes latérales et les autres caractéristiques de la Shelby. Le modèle C/S de l’AGB était équipé d’un moteur Turbo I de 2,2 litres, disponible en boîte de vitesses automatique ou manuelle.

#### Decepzione
Après le rachat de Lamborghini par Chrysler, le directeur général des programmes de produits, Jack Stavana, a introduit un programme pour adapter le V8 de la Lamborghini Jalpa dans une Daytona. Le moteur était relié à un système de traction intégrale (TI) conçu par Lotus UK et la voiture s'appelait la Decepzione. Malgré ses performances et le buzz médiatique généré par les articles du magazine Car and Driver, le projet a été interrompu en raison du carter d'huile du moteur ayant seulement 1,5 pouce (38,1 mm) de garde au sol, rendu nécessaire par le bloc moteur relativement haut.

### 1989-1991
L’année 1989 a vu l’introduction du modèle ES proposé avec des jupes latérales argentés, ainsi que des jantes en alliage à motif «flocon de neige». Le 2.2 L Turbo I a été remplacé par le 2.5 L Turbo I, évalué à 150 ch et 244 N m de couple. Le modèle ES a été proposé en tant que finition d'apparence / équipement sur les modèles de base afin d'attirer l'œil de l'acheteur "moyen" de Daytona sans augmentation de prix majeure. Le modèle AGS C / S Competition, également présenté en 1989, a été présenté avec le modèle AGB ordinaire. Ce nouveau modèle C / S comportait un moteur 2.2 L Turbo II à refroidissement intermédiaire, ainsi que de nombreuses autres fonctionnalités qui étaient également sur la Shelby[pas clair]. Cependant, ce modèle n'était disponible qu'avec une transmission manuelle. La finition AGS C / S restera disponible jusqu'en 1991. Le modèle AGB C / S Performance était équipé du moteur Turbo I de 2,5 L sans refroidissement intermédiaire disponible en boîte manuelle à cinq vitesses ou automatique à trois vitesses. Un airbag côté conducteur était standard.
Pour 1990, toutes les Daytona ont reçue un restylage intérieur, avec un tableau de bord enveloppant modernisé de style cockpit. Un turbocompresseur à buse variable (VNT Turbo IV), emprunté à la Shelby CSX VNT de 1989, a été proposé dans le modèle Shelby, produisant les mêmes 174 ch (130 kW) que la Turbo II, mais éliminé le décalage du turbo et amélioré la conduite. Toujours pour 1990, un V6 SOHC Mitsubishi de 3,0 L a été mis à disposition.
Pour 1991, le moteur turbocompressé de 2,2 L a été abandonné au profit du nouveau moteur turbocompressé de 2,5 L à «couple élevé». Bien que doté d'une puissance inférieure à 152 ch, ce moteur offrait 284 N m de couple, dépassant celui du Turbo II. Autre nouveauté: l'ajout d'un modèle IROC avec le V6 de 3,0 L ou le moteur 2,5 L turbocompressé. Visuellement, les modèles IROC différaient des modèles moindres, ayant un kit d'effets au sol et des roues en alliage, entre autres différences. Les décalcomanies IROC ont été ajoutées au milieu de 1991, même si toutes les Shelby Daytona de 1991 étaient considérées comme des IROC. Il n'y a pas de différence entre une Shelby de 1991 et une IROC, mis à part les décalcomanies et la lettre "J" dans la séquence du VIN; sur les Daytona Shelby de 1991, le VIN a la séquence G74J et les modèles IROC ont la séquence G743.

### 1992-1993

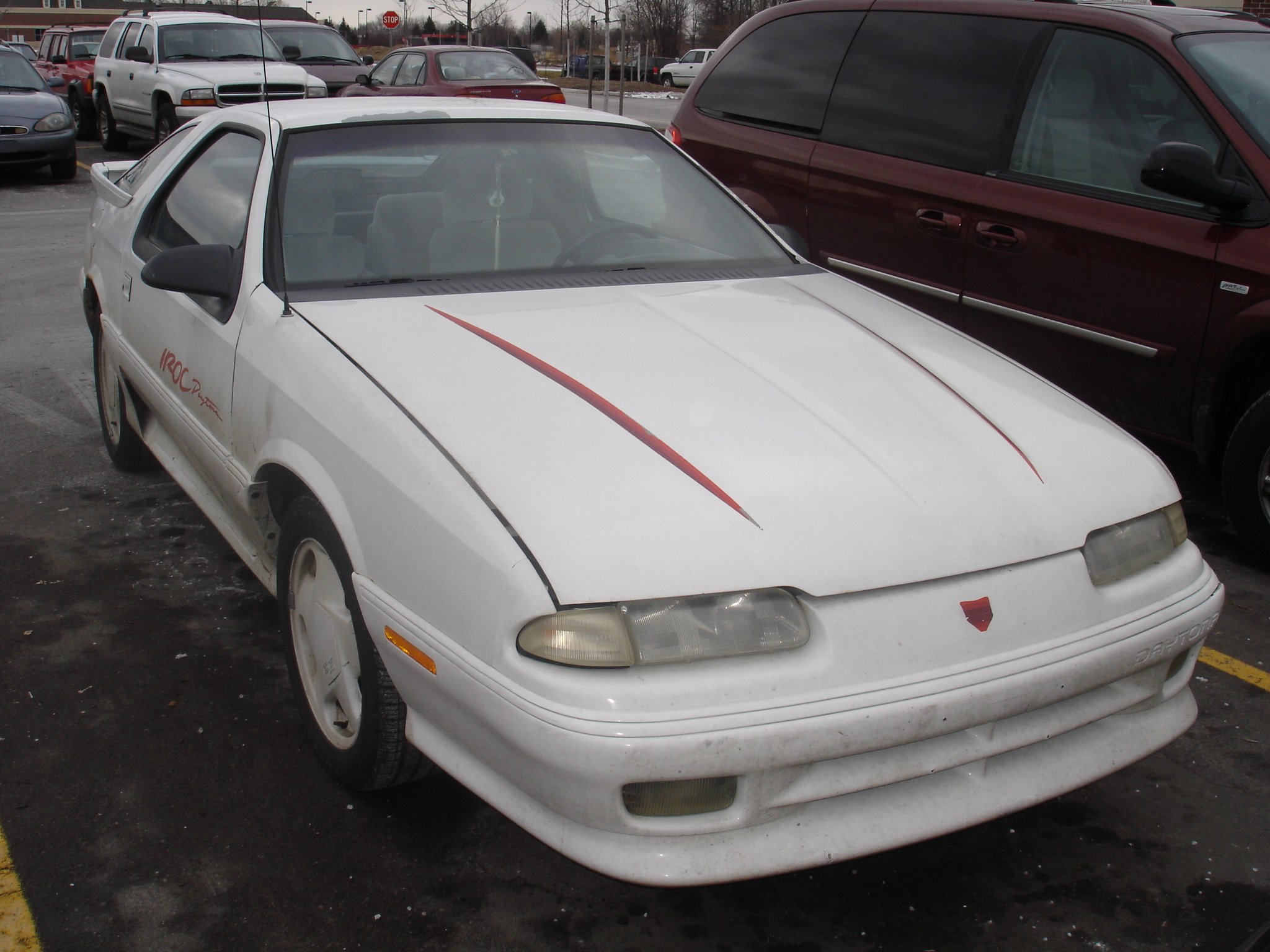
Dodge Daytona de 1992

Pour le modèle de 1992, la production a été transférée de l'usine de St. Louis (Missouri) à celle de Sterling Heights (Michigan). La Daytona a également subi un lifting en profondeur, qui a remplacé les phares escamotables par des phares arrondis, encastrés et a été dotée d’une nouvelle calandre et d’un carénage arrière. Les moulures de contour de fenêtre sur les portes étaient également nouvelles et plus arrondies que les angles vifs des moulures des modèles de 1984 à 1991. Le modèle de 1992 affichait également le nouvel emblème Dodge "tête de bélier" sur le capot et sous les feux arrière. Alors que le V6 de 3,0 litres est devenu une option sur les modèles bas de gamme, il s’agissait du moteur standard des modèles IROC. L’IROC de 1992 était proposé en option avec le turbo «High Torque» de 2,5 litres, option devenue très rare (moins de 230 produits). L’IROC était également disponible avec le nouveau package de performances R/T , qui comprenait un quatre cylindres 2.2 L Turbo III de 224 ch, mais avec une culasse DACT et un système d'allumage direct conçus par Lotus au lieu d'un système d'allumage de type distributeur; ce moteur était partagé avec la Dodge Spirit R / T. Bien que la garniture Shelby ait été abandonnée après 1991 (en raison de la fin de la participation de Carroll Shelby à Chrysler), un petit nombre d'IROC de Daytona de 1992 portant le nom Shelby ont été produites. Ces IROC arboraient des décalcomanies "Shelby" qui était ajouté chez le concessionnaire ou plus tard pour aider à augmenter les ventes et étaient toutes des voitures de 2,5 turbo, car elles portaient le code de vente Shelby Performance Package, car cela a été remplacé par la finition Iroc. Ces rares versions de Shelby faisaient partie d’une première série d’IROC. Ce sont les derniers véhicules de série produits par Chrysler à porter le nom Shelby en 1991 lorsqu'ils ont été remplacés par l'Iroc. La production de la Daytona a pris fin en février 1993 sans remplacement immédiat. La Dodge Avenger de 1995 a finalement pris la place de la Daytona.